# 紅軍村區 (薩馬拉州)

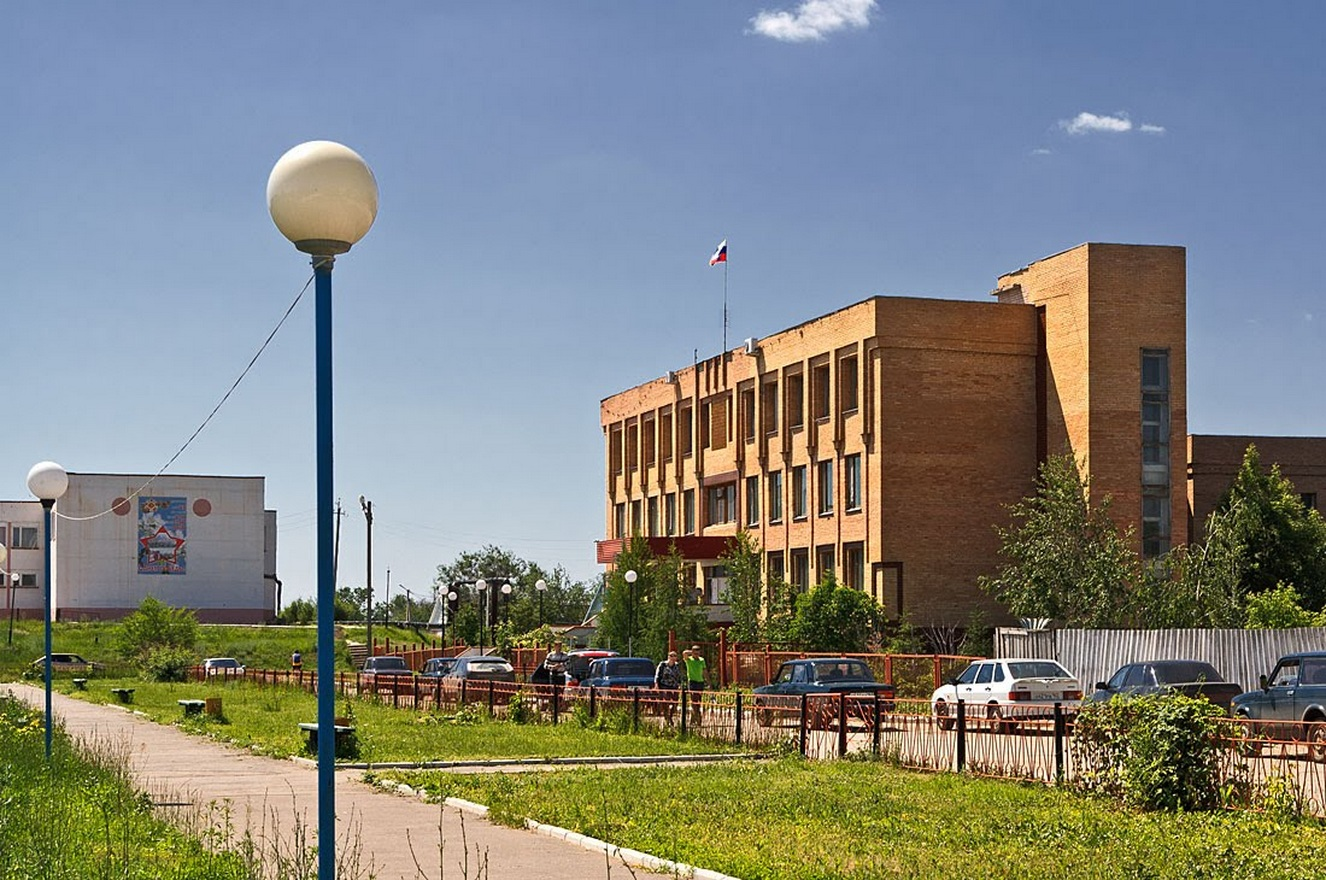

紅軍村區（俄语：Красноармейский район），是俄羅斯的一個區，位於該國西南部，由薩馬拉州負責管轄，面積2,190平方公里，2010年人口18,050，人口密度每平方公里8.24人。